# Trinationales Umweltzentrum

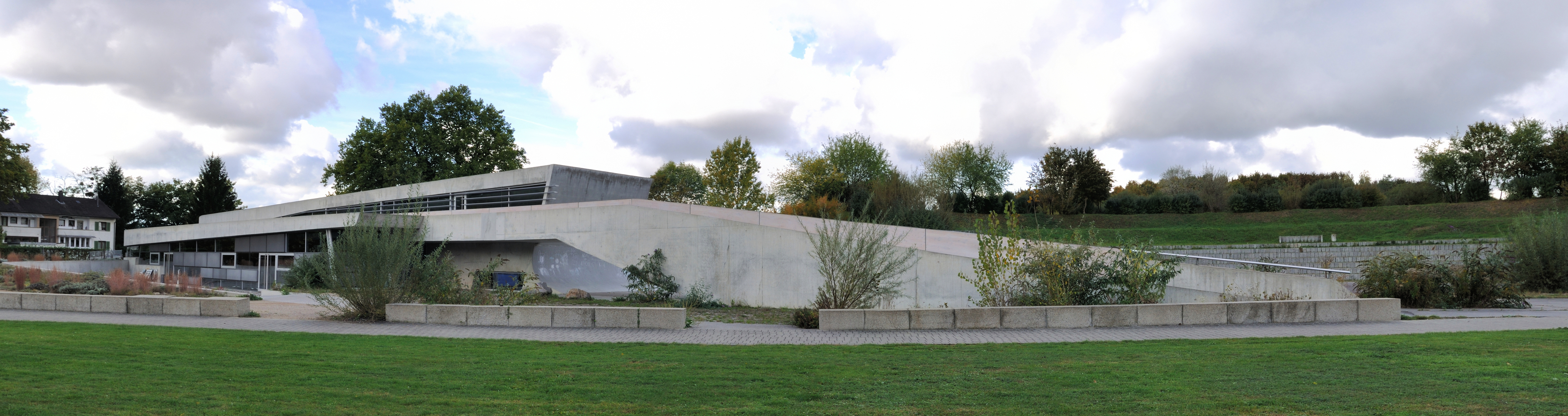
Das Gebäude Landscape Formation One wurde von Zaha Hadid für die Landesgartenschau Grün 99 entworfen. Es ist der Sitz des „TRUZ“.

Das Trinationale Umweltzentrum (franz. Centre Trinational pour l'Environnement (CTE), deutsche Abkürzung TRUZ) ist eine grenzüberschreitend orientierte Umwelt(schutz)einrichtung in Weil am Rhein im Dreiländereck Schweiz/Frankreich/Deutschland. An ihm sind ca. 50 Umweltinitiativen, Gebietskörperschaften, Institutionen und Unternehmen der Gegend und darüber hinaus beteiligt.
Seine ursprüngliche Geschäftsstelle befindet sich im Landschaftspark Wiese in einem Gebäude der persischen Architektin Zaha Hadid namens Landscape Formation One (engl., dt. etwa Landschaftsraum Anordnung Eins). Es wurde im Zuge der baden-württembergischen Landesgartenschau 1999 errichtet.

## Ziele, Aufgaben
Neben der Durchführung von (Fach)tagungen und vielen Projekten ist das TRUZ an der Gewässerkartierung der Wiese, verschiedenen Gutachten sowie am Schutz der Gewässerrandstreifen des Landkreises Lörrach beteiligt. Darüber hinaus bietet es Vorträge, Kurse, Workshops, Seminare, Exkursionen, Kinderfreizeiten usw. an, darunter das so genannte Grüne Klassenzimmer mit einem umfangreichen Angebot für Schulen, und führt Biotoppflege sowie Erkundungen durch.

## Entwicklung
Das Teilprojekt Regiobogen mit den Geschäftsbereichen Landschaftspflege, Gutachten und Stellungnahmen, Kartierungen und anderen Serviceleistungen eröffnete aus Platzgründen im Spätherbst 2011 ein Nebenbüro in der Innenstadt Lörrachs.
Im Laufe seiner Tätigkeit konnte das TRUZ seinen Einfluss in Öffentlichkeit und Politik immer weiter verstärken; Ende 2011 finanzierte es sich nur noch zu ca. 10 % aus öffentlichen Geldern, die restliche Finanzierung wird mittlerweile selbstständig erwirtschaftet.

## Auszeichnung
Das TRUZ wurde 2012 im Europa-Park mit dem Europäischen Regio-Kultur-Initiativpreis  ausgezeichnet. In seiner Laudatio hob Wilderich von Droste zu Hülshoff hervor, das TRUZ habe „Pionierarbeit geleistet, als eine der ersten Institutionen Menschen grenzüberschreitend für den Natur- und Umweltschutz zu sensibilisieren“.